# NGC 5280
NGC 5280 ist eine 13,9 mag helle elliptische Galaxie im Sternbild Jagdhunde und etwa 490 Millionen Lichtjahre von der Milchstraße entfernt. 
Sie wurde am 23. Mai 1881 von Édouard Stephan entdeckt.